# 学校法人愛甲学院
学校法人愛甲学院（がっこうほうじん あいこうがくいん）は、1997年に設立された学校法人。兵庫県神戸市東灘区にある専修学校である愛甲学院専門学校を運営している。

## 沿革
- 1982年 - 西村公男が西宮市門戸荘の教室にて「甲山商経学館」を創立。
- 1982年（ - 現在） - 伊丹商工会議所主催「簿記講習会」をはじめとする各種講座を担当。
- 1982年（ - 現在） - 陸上自衛隊中部方面業務管理集合教育において「簿記・財務管理」を担当。
- 1983年 - 全日4年制専門教育・商経学科、授業開始。
- 1986年 - 陸上自衛隊中部方面総監より感謝状。
- 1988年 - 全日4年制専門教育・法律学科・国際学科を開講し、3学科体制、校名を「甲山国際文科学館」に改称。
- 1989年 - 神戸市東灘区本山北町に本校舎（1号館）を完成して、移転。
- 1990年 - 神戸市東灘区本山南町に南校舎（2号館）を増設。
- 1991年 - 陸上自衛隊伊丹駐屯地就職援護センター長より感謝状。
- 1994年 - 経理・財務分野に関する各種教育訓練について労働大臣より「教育訓練認定」を受ける（労働省ビジネスキャリア制度認定校）。
- 1995年 - 神戸市東灘区本山北町に北校舎（3号館）を増設。
- 1997年 - 兵庫県知事より「学校法人愛甲学院」設立の認可および「愛甲法科専門学校」の設置の認可。
- 2003年 - キャリア・デザイン・スクールとして、大阪（大阪市北区西天満）に進出。
- 2008年 - 校名を「愛甲学院専門学校」と改称。
- 2003年 - キャリア・デザイン・スクールとして、京都（京都市下京区玉津島町）に進出。
- 2012年 - 大阪市北区曽根崎新地2丁目6番11号に大阪校舎（5号館）を開設。
- 2013年 - 理事長・校長の西村公男が、兵庫県教育功労者として表彰される。
- 2015年 - グループ法人・学校として学校法人愛甲学院大阪・愛甲農業科学専門学校（大阪市北区天満橋）の設立が認可される。理事長・校長は学校法人愛甲学院・愛甲学院専門学校の理事長・校長である西村公男。